# Viktor Huggare

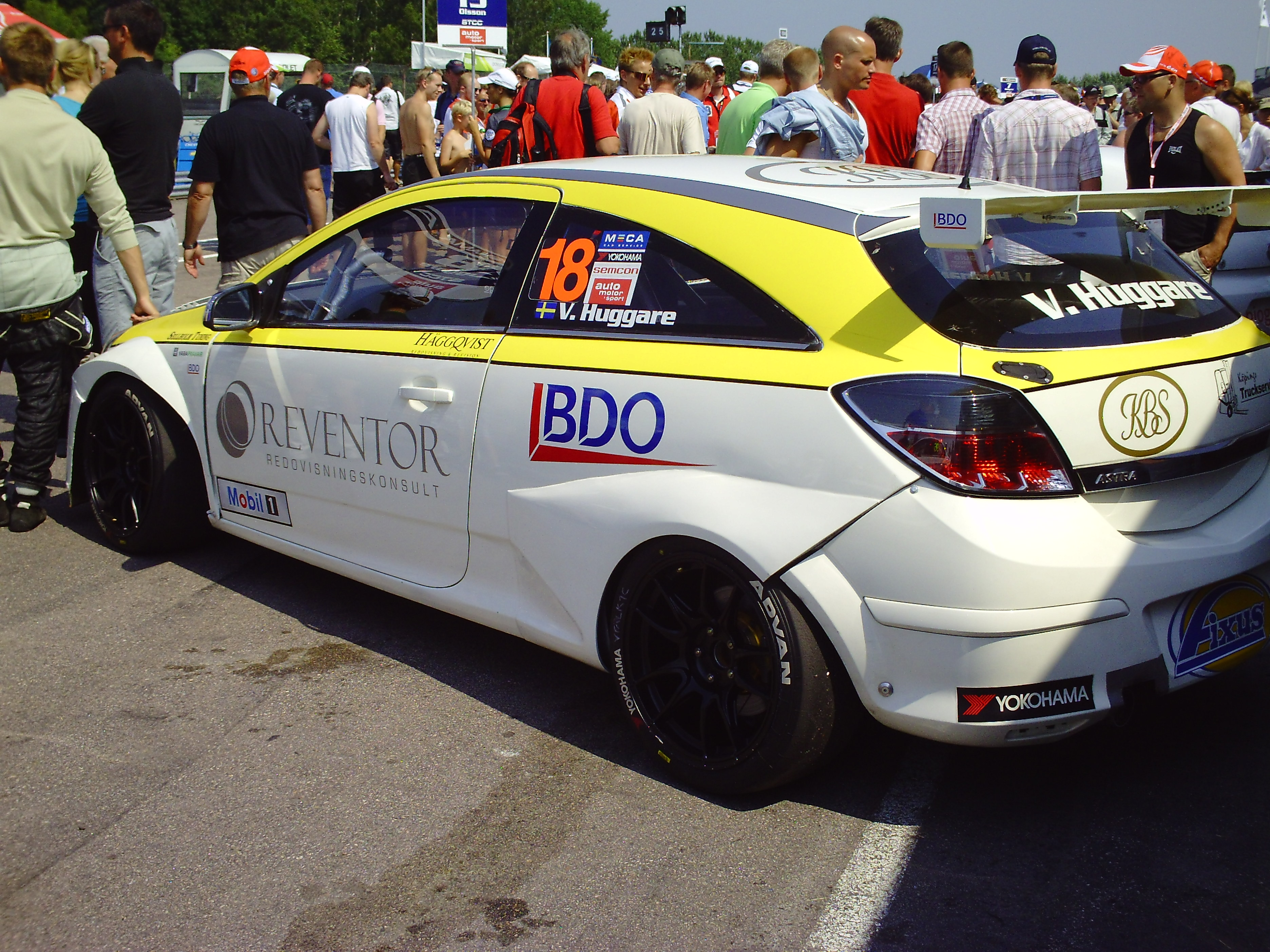
Viktor Huggares Opel Astra Coupé i Swedish Touring Car Championship på Falkenbergs Motorbana 2010.

Lars Viktor Huggare, född 4 november 1985 i Köping, är en svensk racerförare.

## Racingkarriär
Huggare har under hela sin karriär tävlat för sitt eget team Huggare Racing. Efter sin karting-karriär tävlade han i Radical National Sweden i två år. Det första, 2004, blev han elva totalt och 2005 slutade han på en sjätteplats. Efter det bytte han till Formula Renault 2.0 Nordic, där han slutade som åtta totalt 2006. Han hoppade även in i två tävlingshelger i Formula Renault 2.0 Northern European Cup. Till säsongen 2007 lades Formula Renault 2.0 Nordic ned och Huggare valde att inte flytta utomlands för att tävla, utan istället börja tävla i en BMW 320i i Caran Cup (privatförarcupen) i Swedish Touring Car Championship. Efter fem pallplatser i Caran Cup blev han trea totalt i mästerskapet. 2008 kom hans första seger i Caran Cup, till den hade han också fyra ytterligare pallplatser. Han slutade säsongen återigen på en tredjeplats.
Till säsongen 2009 bytte Huggare ut sin BMW mot en Opel Astra Coupé och privatförarcupen bytte namn till Semcon Cup. Antalet tävlingar under säsongen ökade från sju till arton och under året lyckades han ta sex pallplatser i Semcon Cup och även ta två poäng i förarmästerskapet. Slutplaceringen blev en fjärdeplats i Semcon Cup, medan placeringen i förarmästerskapet blev en sextondeplats. 
Inför säsongen 2010 behöll han samma bil, även om den var mer utvecklad, men den stora förändringen var att han istället för att tävla i privatförarcupen, började tävla i det riktiga mästerskapet. Han hade många tävlingar som han inte startade i, och tog heller inga poäng.

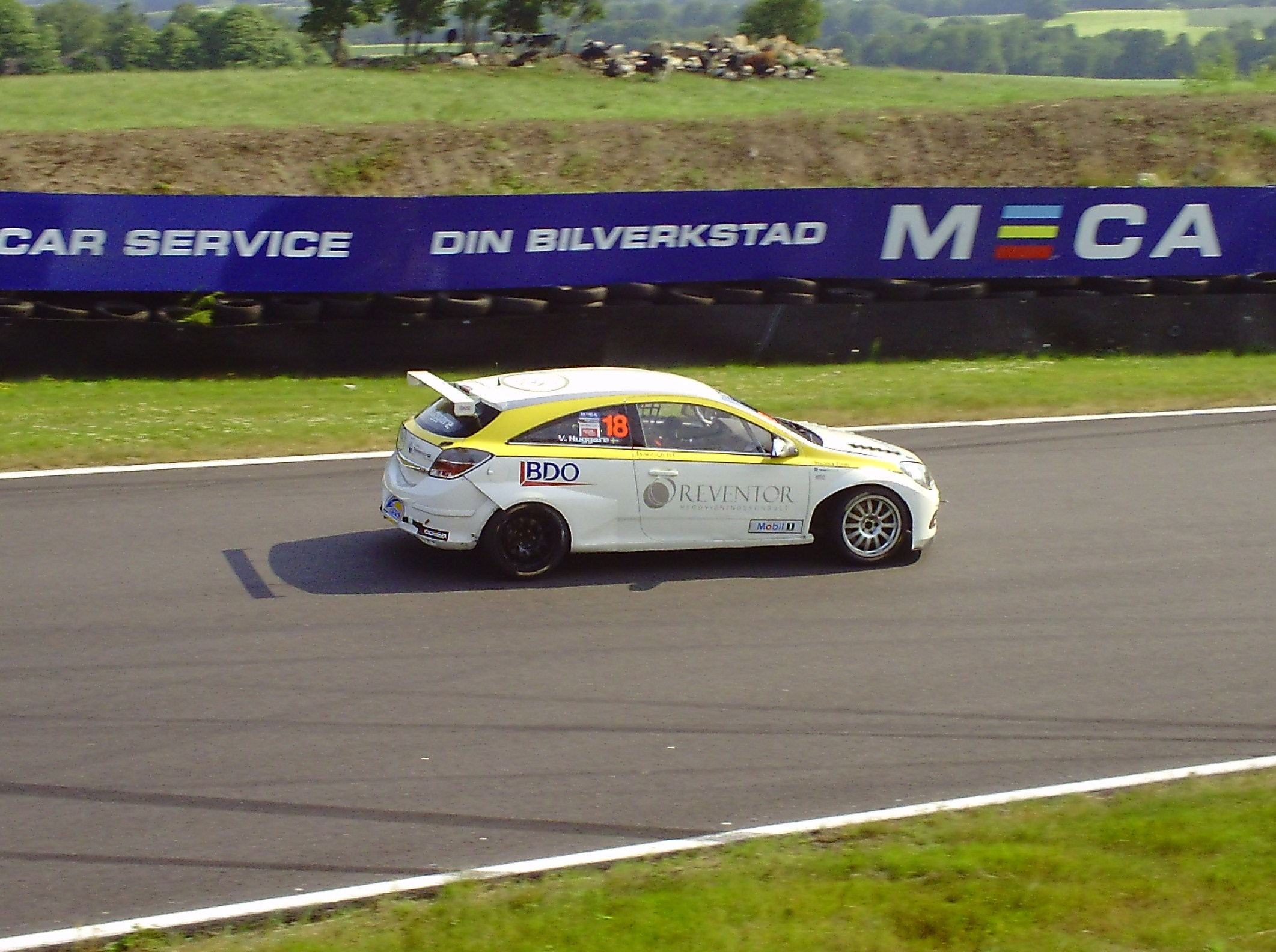
Viktor Huggare i Swedish Touring Car Championship på Falkenbergs Motorbana 2010.

| År                                               | Klass/Mästerskap                              | Team           | Bil                     | Totalt/poäng | Bästa placering            |
| ------------------------------------------------ | --------------------------------------------- | -------------- | ----------------------- | ------------ | -------------------------- |
| 2004                                             | Radical National Sweden                       | Huggare Racing | Radical Prosport 1300   | 11:a/24p     | ?                          |
| 2005                                             | Radical National Sweden                       | Huggare Racing | Radical Prosport 1300   | 6:a/195p     | ?                          |
| 2006                                             | Formula Renault 2.0 Nordic                    | Huggare Racing | Tatuus FR2000 (Renault) | 8:a/21p      | ?                          |
| 2006                                             | Formula Renault 2.0 Northern European Cup     | Huggare Racing | Tatuus FR2000 (Renault) | 29:a/20p     | 9:a på Assen (Race 1)      |
| 2007                                             | Swedish Touring Car Championship              | Huggare Racing | BMW 320i                | -/0p         | 12:a på Mantorp            |
| 2007                                             | Swedish Touring Car Championship - Caran Cup  | Huggare Racing | BMW 320i                | 3:a/34p      | ?                          |
| 2008                                             | Swedish Touring Car Championship              | Huggare Racing | BMW 320i                | -/0p         | Två elfteplatser           |
| 2008                                             | Swedish Touring Car Championship - Caran Cup  | Huggare Racing | BMW 320i                | 3:a/36p      | 1:a på ?                   |
| 2009                                             | Swedish Touring Car Championship              | Huggare Racing | Opel Astra Coupé        | 16:e/2p      | 10:a på Våler (Race 2)     |
| 2009                                             | Swedish Touring Car Championship - Semcon Cup | Huggare Racing | Opel Astra Coupé        | 4:a/82p      | 2:a på Våler (Race 2)      |
| 2010                                             | Swedish Touring Car Championship              | Huggare Racing | Opel Astra Coupé        | 17:e/0p      | 11:a i Karlskoga (Race 1)  |
| 2010                                             | Scandinavian Touring Car Cup                  | Huggare Racing | Opel Astra Coupé        | 23:a/0p      | 17:e på Knutstorp (Race 1) |
| Senast uppdaterad: 2010-10-06 (5180 dagar sedan) |                                               |                |                         |              |                            |